# 산북초등학교 (경기)
산북초등학교는 대한민국 경기도 양주시에 있는 공립 초등학교이다.

## 학교 연혁
- 1997. 03. 27 산북초등학교 설립인가
- 2000. 01. 28 산북초등학교 병설유치원 설립인가
- 2000. 03. 01 산북초등학교 개교(12학급 편성)
- 2000. 03. 01 초대 류방현 교장선생님 부임
- 2000. 03. 06 병설 유치원 개원
- 2001. 02. 16 제1회 졸업생 39명 배출
- 2001. 10. 29 4층 교실 증축공사 착공(6,5실)
- 2001. 12. 17 구령대 케노피 설치
- 2002. 02. 19 제2회 졸업식 (졸업생 총수 96명)
- 2003. 02. 16 제3회 졸업식 (졸업생 총수 158명)
- 2004. 02. 16 제4회 졸업식 (졸업생 총수 220명)
- 2004. 03. 01 제2대 정화수 교장 부임
- 2005. 02. 18 제5회 졸업식 (졸업생 총수 282명)
- 2006. 02. 17 제6회 졸업식 (졸업생 총수 332명)
- 2006. 09. 01 제3대 정병억 교장 부임
- 2007. 02. 14 제7회 졸업식 (졸업생 총수 395명)
- 2008. 02. 14 제8회 졸업식 (졸업생 총수 55명)
- 2009. 03. 01 제4대 이철구 교장 부임
- 2009. 08. 28 복도 및 계단 바닥 교체
- 2010. 12. 16 구령대 이전 공사완료
- 2010. 02. 11 제10회 졸업식(졸업생 46명)
- 2011. 02. 16 제11회 졸업식(졸업생 35명)
- 2011. 03. 01 제5대 이희현 교장 부임
- 2012. 02. 16 제12회 졸업식 (졸업생 총수 21명)
- 2013. 02. 15 제13회 졸업식(졸업생 총수 24명)
- 2013. 03. 01 제6대 윤경숙 교장 부임
- 2014. 02. 14 제14회 졸업식(졸업생 총수 15명)
- 2014. 03. 01 제7대 김귀준 교장 취임
- 2019.03.01 제9대 박재순 교장 취임
- 2019.12.24 제 20회 졸업장 수여식(누계 689명)
- 2020.03.01. 제10대 윤행숙 교장 취임 (비젼-꿈* 도전*어울림으로 모두가 행복한 학교, 초등6학급 76명, 유치원1학급)